# Unified Link-Layer API
Die Unified Link-Layer API (ULLA) ist eine Programmierschnittstelle, die von Applikationen eingesetzt werden kann, um die Eigenschaften von Kommunikationsverbindungen abzufragen, nachzuverfolgen und die Konfiguration zu ändern.
ULLA eignet sich besonders gut für Funkkommunikation, da sich die Bedingungen eines Funkkanals schneller ändern. ULLA ist plattformunabhängig und läuft damit z. B. sowohl auf Microsoft Windows CE Systemen, auf Linux oder auch auf dem Sensorbetriebssystem TinyOS.
Ein weiterer Hauptvorteil von ULLA ist der Umstand, dass die gleiche Schnittstelle für verschiedene Technologien, wie z. B. WLAN, Bluetooth oder GPRS angeboten wird. Alle technologie-spezifischen Details sind hinter der universellen Schnittstelle verborgen, es kann jedoch auf Wunsch immer noch auf alle Details zugegriffen werden.
ULLA wird in dem EU-Forschungsprojekt GOLLUM im 6. Rahmenprogramm im Bereich „Technologien der Informationsgesellschaft (IST)“ entwickelt.